# Florenci Clavé
Florenci Clavé i Jové fue un historietista español, nacido en Barcelona el 26 de marzo de 1936 y fallecido en Madrid el 1 de agosto de 1998. Trabajó fundamentalmente para mercado francés. Fue el hermano mayor de Montse Clavé, también historietista.

## Biografía
A los 19 años Florenci Clavé publicó un dibujo por primera vez en la revista Alex.
Florenci Clavé trabajó para el mercado británico a través de Selecciones Ilustradas. También creó series en catalán para la revista "L'Infantil".
Establecido en Francia, pública a partir de 1966 en las revistas "Pilote", "Charlie Mensuel o "Circus" series como Remi Herphelin.
En 1978 Florenci Clavé se estableció en Madrid, donde publicó nuevas obras, como Crónicas de la III Guerra Mundial para "El Papus", aunque siguió trabajando mayormente para la industria francesa. De esta forma, en 1986 fue premiado en el Salón Internacional del Cómic de Angulema  por Sang d'Armenie, realizada en colaboración con Guy Vidal. Empezó a trabajar, además, para el mercado escandinavo con series como Django.
En 1992 comenzó la trilogía Voyages en amertume. Tras su fallecimiento en 1998, ha recibido varios homenajes, como en Expocómic 2006.

## Obra
- 1963 El savi de Vallvidrera en "L'Infantil"
- 1970 Don Quijote en "L'Infantil"
- 1980 La bande á Bonnot con guion de Christian Godard (Glénat)
- 1981 Crónicas de la III Guerra Mundial en "El Papus". Reeditada en 1982 por Ediciones de la Torre en formato álbum.[5]
- 1982 Top Secret en "El Papus" [1]
- 1984 Noves aventures del Savi de Vallvidrera en "Tretzevents"
- 1984 Scanner en "El Papus"
- 1985 L'Arca de Noé en "Tretzevents"
- 1985 Django
- 1986 La Guerra Civil Española en "Cimoc" (Editorial Norma), colectiva
- 1986 El cartero siempre llama dos veces, adaptación de la novela de James M. Cain (Semic Press).
- 1991 Alias Lazaro en "Cimoc" (Editorial Norma)
- 1992 La perle de Marka
- 1993 Quand le Nil deviendra rouge
- 1994 Sable et neige
- 1995 Opera
- 1998 Barra casi libre en "¡A las Barricadas!" (Interviú).[1]

Ediciones Glenat ha reeditado tres obras suyas recientemente: Corre hombre, corre, El cartero siempre llama dos veces  y Sangre armenia.